# Синьи-ле-Пти
Синьи́-ле-Пти́ (фр. Signy-le-Petit) — коммуна во Франции, находится в регионе Шампань — Арденны. Департамент — Арденны. Административный центр кантона Синьи-ле-Пти. Округ коммуны — Шарлевиль-Мезьер.
Код INSEE коммуны — 08420.
Коммуна расположена приблизительно в 185 км к северо-востоку от Парижа, в 110 км севернее Шалон-ан-Шампани, в 35 км к северо-западу от Шарлевиль-Мезьера.

## Население
Население коммуны на 2008 год составляло 1299 человек.
| 1962 | 1968 | 1975 | 1982 | 1990 | 1999 | 2008 |
| ---- | ---- | ---- | ---- | ---- | ---- | ---- |
| 1463 | 1592 | 1543 | 1361 | 1280 | 1314 | 1299 |

## Администрация
| Период | Период | Фамилия        | Партия                                 | Должность                |
| ------ | ------ | -------------- | -------------------------------------- | ------------------------ |
| 1967   | 2008   | Абель Норек    | Социалистическая партия и Разные левые | член генерального совета |
| 2008   |        | Жан-Клод Мурон | Разные левые                           |                          |

## Экономика
В 2007 году среди 764 человек в трудоспособном возрасте (15—64 лет) 505 были экономически активными, 259 — неактивными (показатель активности — 66,1 %, в 1999 году было 64,5 %). Из 505 активных работали 387 человек (229 мужчин и 158 женщин), безработных было 118 (60 мужчин и 58 женщин). Среди 259 неактивных 64 человека были учениками или студентами, 74 — пенсионерами, 121 были неактивными по другим причинам.

## Достопримечательности
- Церковь Сен-Никола[фр.] (XVII век). Памятник истории с 1926 года.[3]

## Фотогалерея

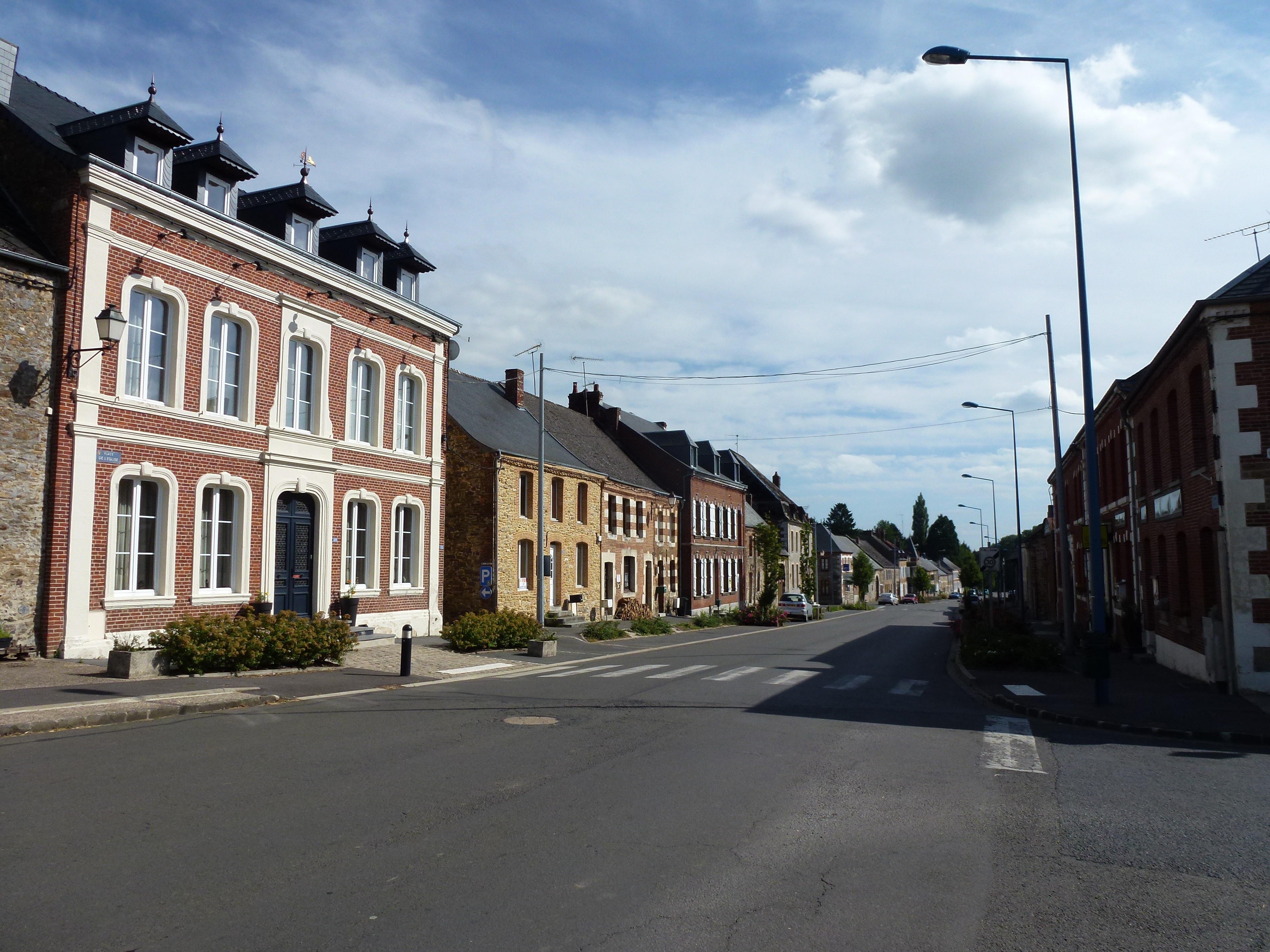
Улица Никола де Рюминьи
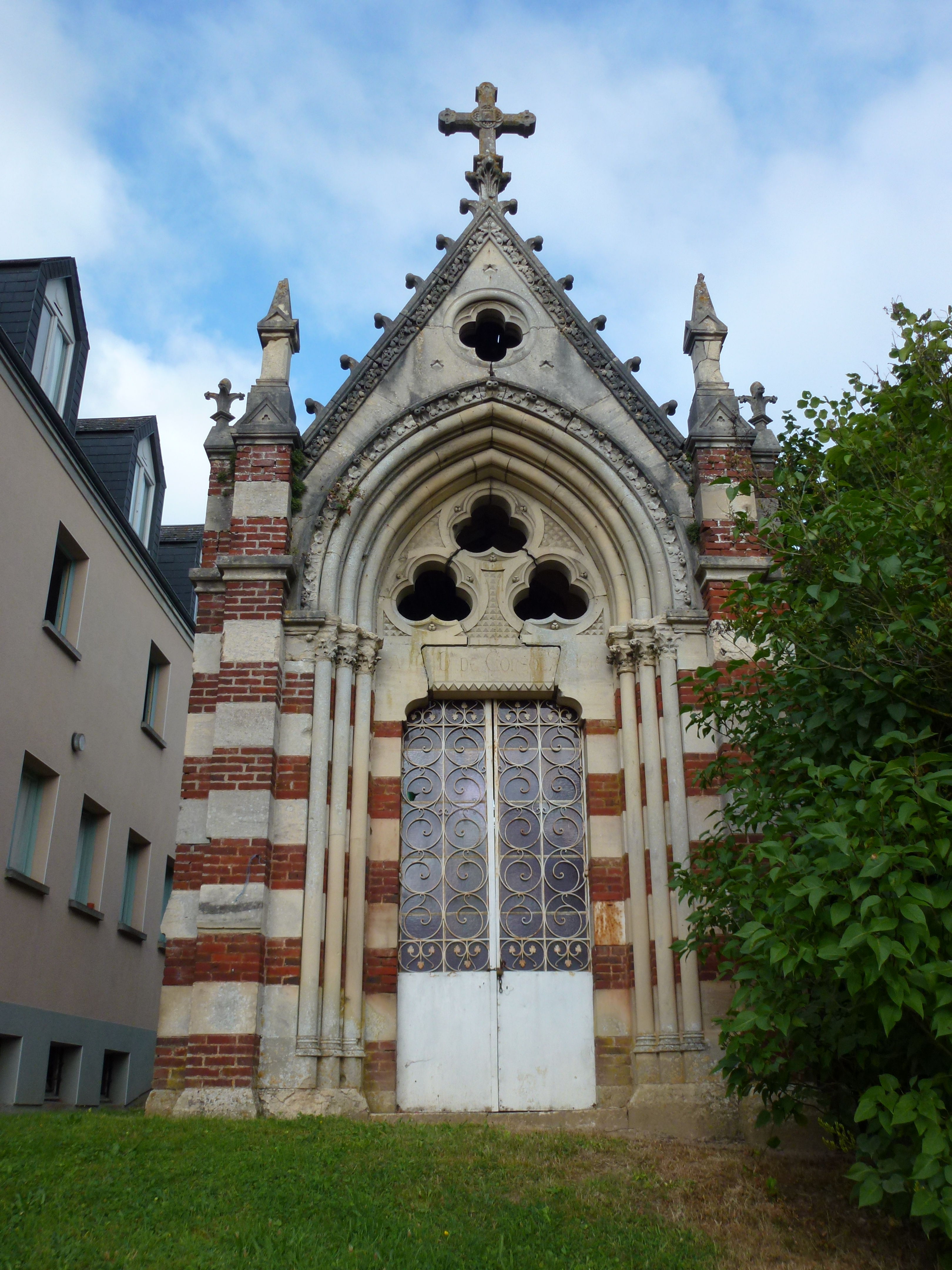
Часовня
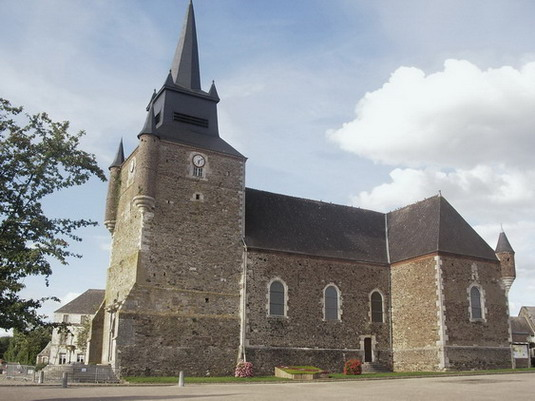
Церковь Сен-Никола